# Santa Susanna de Peralta
Santa Susanna de Peralta es una localidad española del municipio de Forallac, perteneciente a la provincia de Gerona, en la comunidad autónoma de Cataluña.

## Historia
Hacia mediados del siglo XIX, el lugar, por entonces perteneciente al municipio de Peratallada, tenía contabilizada una población de 64 habitantes. Aparece descrito en el duodécimo volumen del Diccionario geográfico-estadístico-histórico de España y sus posesiones de Ultramar de Pascual Madoz con las siguientes palabras:

PERALTA: l. en la prov. y dióc. de Gerona (4 leg.), part. jud. de La Bisbal (1/2), aud. terr. y c. g. de Barcelona (20), ayunt. de Peratallada (1/4). sit. en el llano de su nombre, á la der. de la riera de igual denominacion; reinan con frecuencia los vientos del N. y SO.; su clima es templado y sano, y las enfermedades comunes son fiebres intermitentes. Tiene 20 casas y una igl. parr. (Sta. Susana), aneja de la de Vulpellach. El term. confina N. Peratallada; E. San Félix de Boada; S. San Clemente de Peralta, y O. Fontela y Vulpellach. El terreno es de ínfima calidad, la parte montuosa está poblada de alcornoques; le fertiliza la riera citada, le cruzan varios caminos carreteros y de herradura. prod.: trigo y demas cereales, legumbres, aceite y frutas; cria el ganado preciso para la labor. ind.: un molino harinero. pobl.: 14 vec., 64 alm. cap. prod.: 718,800. imp.: 17,970.
(Madoz, 1849, p. 803)

En la actualidad, pertenece al municipio de Forallac. En 2023, la entidad singular de población tenía empadronados 78 habitantes y el núcleo de población, diez.